# Jamie Sommers
Jamie Sommers är en kvinnlig MC och medlem av hiphoprörelsen Wu-Tang Clan. Har gästat bland annat Ghostface Killahs hiphoplåt "Wildflower" från albumet Ironman. Flickvän till Robert "RZA" Digg.